# Провулок Штевньова (Мелітополь)
Провулок Штевньова — провулок у Мелітополі. Починається від вулиці Чайковського (за 30 метрів від перехрестя з вулицею Олександра Тишлера) і виходить на Північно-Лінійну вулицю до залізниці.
Здебільшого складається з приватного сектора. Покриття асфальтове.

## Назва
Провулок названий на честь Андрія Дмитровича Штевньова (1899—1944) — уродженця Мелітополя, генерал-лейтенанта танкових військ, який командував бронетанковими та механізованими військами 1-го Українського фронту і загинув у районі селища Лисянка, потрапивши в засідку під час Корсунь-Шевченківської операції. Спочатку Штевнев був похований у Житомирі, але потім на прохання робітників мелітопольського залізничного депо, де він навчався і працював у ранні роки життя, його останки були перевезені до Мелітополя.
У Мелітополі також є однойменна вулиця.
Цікаво, що через непроставлення точок над «ё» у російськомовних джерелах, в українських джерелах вулиця іноді називається вулиця Штєвнєва, замість граматично більш правильного вулиця Штевньова.

## Історія
До 1965 року провулок входив до складу вулиці Котовського (нинішня вулиця Олександра Тишлера).
21 жовтня 1965 року на засіданні міськвиконкому було ухвалено рішення виділити кінцеву ділянку вулиці Котовського (між вулицями Чайковського та Північно-Лінійної) в окремий провулок, назвавши його ім'ям Штевньова. Примітно, що в квітні цього ж року Путейська вулиця, розташована неподалік, також була перейменована на його честь.

## Галерея
|                                  |                            |                                |                                |
| початок з боку вул. Чайковського | табличка з назвою провулка | двоповерховий житловий будинок | виїзд на Північно-Лінійну вул. |